# Fitkiv, Nadvirna
Fitkiv (în ucraineană Фітьків) este o comună în raionul Nadvirna, regiunea Ivano-Frankivsk, Ucraina, formată numai din satul de reședință.

## Demografie
Componența lingvistică a comunei Fitkiv
     Ucraineană (99,87%)
     Alte limbi (0,13%)
Conform recensământului din 2001, majoritatea populației comunei Fitkiv era vorbitoare de ucraineană (99,87%), existând în minoritate și vorbitori de alte limbi.